# Бэйли, Кирк
Кирк Бэйли (англ. Kirk Baily; 2 февраля 1963, Эйдриан, Мичиган — 28 февраля 2022, Лос-Анджелес, Калифорния) — американский актёр озвучивания и дубляжа, также (преимущественно в 1990-х годах) известен как актёр кино и телевидения.

## Биография
Кирк Уильям Бэйли родился 2 февраля 1963 года в городе Эйдриан (штат Мичиган, США), хотя многие источники утверждают, что место его рождения — Нью-Йорк. Отец — Гарольд Юджин Бэйли, ветеран ВМФ; мать — Барбара Джун Бэйли (до брака — Моатс), учительница из деревни Ней (штат Огайо). Четыре брата.
В 1981 году окончил Старшую школу Эйдриана. В 1985 году окончил Университет Майами (Огайо) (бакалавр в области театра и коммуникаций). Состоял в студенческом братстве Фи Каппа Пси. Затем уехал в Нью-Йорк с целью продолжить обучение театральному мастерству. В 1991 году, уже начав карьеру карьеру актёра озвучивания, переехал в Лос-Анджелес, чтобы ещё глубже посвятить себя этой работе в Голливуде. Там он выступал в составе комедийных скетч-трупп The Groundlings и The Second City, подрабатывал преподавателем актёрского мастерства.
В августе 2021 года Бэйли поставили диагноз «неоперабельный рак лёгкого», но актёр заявил, что будет продолжать работать, пока сможет. Болезнь убила его за полгода, Кирк Бэйли скончался 28 февраля 2022 года  (некоторые источники говорят о 27 февраля) в Лос-Анджелесе.

### Личная жизнь
30 октября 1993 года Бэйли женился на девушке по имени Пегги Зиглер (никак не связана ни с кинематографом, ни с телевидением). Пара прожила вместе много лет, у них двое детей (Белла Клэр и Боуэн), но в мае 2018 года мужчина подал на развод, 21 июня 2019 года брак был расторгнут. После развода он стал жить вместе (не заключая брак) с актрисой, специалистом по набору актёров по имени Ранджани Броу.

## Фильмография

### Роли «вживую», фильмы и сериалы
Кроме озвучивания
- 1984 — видеоклип (промо-видео) на песню If This Is It[англ.] группы Huey Lewis and the News — Ball Toss Manager[16]
- 1990 — Служебная командировка / Tour of Duty — Беляк (в эпизоде Payback)
- 1990 — Рассвет вуду[англ.] / Voodoo Dawn — Кевин
- 1991 — Чужие люди[англ.] / Absolute Strangers — Арни
- 1991—1992 — Салют шортам[англ.] / Salute Your Shorts — Кевин «Аг» Ли (в 26 эпизодах)
- 1994 — Шёлковые сети[англ.] / Silk Stalkings — Гэри Холден (в эпизоде Maid Service)
- 1994 — Агентство моделей / Models Inc. — Барри (в эпизоде In Models We Trust)
- 1995 — Гость / Houseguest — Стюарт
- 1995 — Сёстры / Sisters — The Creep (в эпизоде The Creep)
- 1995 — Чёрный день, светлая ночь[англ.] / Black Day Blue Night — помощник мэра
- 1996 — Беверли-Хиллз, 90210 / Beverly Hills, 90210 — Тони Спенсер (в эпизоде Coming Out, Getting Out, Going Out)
- 1997 — Шоу Ларри Сандерса[англ.] / The Larry Sanders Show — Эд (в эпизоде Pain Equals Funny)
- 1997 — Шестой игрок / The 6th Man — тренер Николс
- 1997 — Снова в деле[англ.] / Back in Business — Юппи
- 1997 — Полицейские на велосипедах[англ.] / Pacific Blue — Майк Грант (в эпизоде Matters of the Heart)
- 1998 — Три ниндзя: Жаркий полдень на горе Мега / 3 Ninjas: High Noon at Mega Mountain — Карл
- 1998 — Седьмое небо / 7th Heaven — Джо Джеймс (в эпизоде Time to Leave the Nest[англ.])
- 1998 — В капкане[англ.] / Indiscreet — Ларри Нил
- 1998 — Смертельный попутчик[англ.] / Outside Ozona — агент Тони Коул
- 1999 — Король футбола / Soccer Dog: The Movie — Реф
- 1999 — Звёздный путь: Вояджер / Star Trek: Voyager — Магнус Хансен (в эпизоде Dark Frontier)
- 1999 — Мелроуз-Плейс / Melrose Place — Грег Мадиган (в 3 эпизодах[англ.])
- 2001 — Справедливая Эми / Judging Amy — Гарри Уинтер (в эпизоде Between the Wanting and the Getting)
- 2001 — Арлисс[англ.] / Arliss — Скип Дрейфус (в эпизоде Of Cabbages and Kings)
- 2001 — Фелисити / Felicity — сотрудник по оказанию финансовой помощи (в 2 эпизодах)
- 2002 — Полиция Нью-Йорка / NYPD Blue — Роджер Симмонс (в эпизоде Humpty Dumped[англ.])
- 2007 — Сын нобелевского лауреата[англ.] / Nobel Son — Уил Кавалир
- 2008 — Шоковый эффект[англ.] / Bottle Shock — кредитный инспектор
- 2011 — Пять[англ.] / Five — Скотт

### Озвучивание и дубляж мультфильмов, мультсериалов, фильмов, аниме и манги
- 1981 — Mobile Suit Gundam / 機動戦士ガンダム — второстепенные персонажи (голоса, звуки)[17]
- 1991 — Mobile Suit Gundam 0083: Stardust Memory / 機動戦士ガンダム0083 STARDUST MEMORY — Gato's Escape Aid (в эпизоде Endless Pursuit)[18]
- 1995 — Таинственная игра / ふしぎ遊戯 — Тацуя
- 1996 — Mobile Suit Gundam: The 08th MS Team / 機動戦士ガンダム 第08MS小隊 — второстепенные персонажи[19]
- 1997 — Принцесса-вампир Мию[англ.] / 吸血姫美夕 — отец (в эпизоде Reiha Has Come)
- 1998 — Rurouni Kenshin / るろうに剣心 -明治剣客浪漫譚- — Рейсуй (в эпизоде The Magic of Feng Shui)[19]
- 1998 — Триган / トライガン — Миллион Ножей (взрослый) (в 8 эпизодах)[19]
- 1999 — Dual! Parallel Trouble Adventure / デュアル!ぱられルンルン物語 — второстепенные персонажи (в 3 эпизодах)[19]
- 1999 — Cowboy Bebop / カウボーイビバップ — Шин (в 2 эпизодах)[19]
- 2000 — Gate Keepers / ゲートキーパーズ — пассажир поезда[19]
- 2000 — Kazemakase Tsukikage Ran / 風まかせ月影蘭 — второстепенные персонажи (в 13 эпизодах)
- 2000 — Hand Maid May / HAND MAID メイ — второстепенные персонажи[19]
- 2000 — Моя богиня! / ああっ女神さまっ — второстепенные персонажи[19]
- 2001 — Убойный футбол / Siu Lam juk kau — второстепенные персонажи (голоса, звуки)
- 2001 — Случайный шпион / Dak mo mai sing — ?[20]
- 2001 — Метрополис / メトロポリス — учёный[18]
- 2001 — Ковбой Бибоп / カウボーイビバップ 天国の扉 — Грабитель D
- 2001 — Армитаж: Двойная матрица / Armitage: Dual Matrix — второстепенные персонажи
- 2001—2002 — Таинственная игра - Reflections OAV 3 / Fushigi Yûgi: The Mysterious Play - Reflections OAV 3 — Тецуя (в 4 эпизодах)[19]
- 2002 — Астерикс и Обеликс: Миссия «Клеопатра» / Astérix et Obélix : Mission Cléopâtre — второстепенные персонажи
- 2002 — .hack//Liminality / .hack//Liminality — Масая Макино
- 2002—2004 — Призрак в доспехах: Синдром одиночки / 攻殻機動隊 STAND ALONE COMPLEX — одиннадцать второстепенных ролей (в 13 эпизодах)
- 2003 — .hack//Liminality Vol. 4: Trismegistus / .hack//Liminality Vol. 4: Trismegistus — Масая Макино
- 2003 — Убить Билла / Kill Bill — второстепенные персонажи (голоса, звуки)
- 2004—2005 — Sento Yosei Yukikaze / Sento Yosei Yukikaze — второстепенные персонажи (в 2 эпизодах)
- 2005 — Fighting Fairy Girl Rescue Me: Mave-chan / 戦闘妖精少女 たすけて！メイヴちゃん — одноклассник #1
- 2006 — Лесная братва / Over the Hedge — второстепенные персонажи
- 2006 — Сезон охоты / Open Season — второстепенные персонажи
- 2007 — Чужие против Хищника: Реквием / Aliens vs. Predator: Requiem — ?[20]
- 2008 — Голый барабанщик / The Rocker — ?[20]
- 2008 — Макс Пэйн / Max Payne — ?[20]
- 2008 — Приключения Десперо / The Tale of Despereaux — второстепенные персонажи (голоса, звуки)
- 2008 — Космос: Территория смерти / Dead Space: Downfall — Уолла
- 2010 — Вампирский засос / Vampires Suck — ?[20]
- 2010 — Погребённый заживо / Buried — оператор 411
- 2010 — Сезон охоты 3 / Open Season 3 — второстепенные персонажи
- 2010 — Железная башка[англ.] / Knucklehead — второстепенные персонажи
- 2010 — Медведь Йоги / Yogi Bear — второстепенные персонажи
- 2011 — Дети шпионов 4D / Spy Kids: All the Time in the World — второстепенные персонажи (голоса, звуки)
- 2011 — Смурфики: Рождественский гимн / The Smurfs: A Christmas Carol — второстепенные персонажи (голоса, звуки)
- 2011 — Со склонов Кокурико / コクリコ坂から — второстепенные персонажи
- 2012 — Хроника / Chronicle — второстепенные персонажи (голоса, звуки)
- 2012 — Значит, война / This Means War — второстепенные персонажи (голоса, звуки)
- 2012 — Зубная фея 2 / Tooth Fairy 2 — второстепенные персонажи
- 2012 — Паранорман, или Как приручить зомби / ParaNorman — житель Блит-Холлоу
- 2012 — Монстры на каникулах / Hotel Transylvania — второстепенные персонажи
- 2013 — Опасная иллюзия / Charlie Countryman — ?[20]
- 2013 — Кадры / The Internship — ?[20]
- 2013 — Тревожный вызов / The Call — второстепенные персонажи
- 2013 — Холодное сердце / Frozen — второстепенные персонажи
- 2014 — Домашнее видео: Только для взрослых / Sex Tape — второстепенные персонажи (голоса, звуки)
- 2014 — Сердце вдребезги / Playing It Cool — ?[20]
- 2014 — Меню / Feast — второстепенные персонажи
- 2014 — Город героев / Big Hero 6 — второстепенные персонажи
- 2015 — Все мои американцы[англ.] / My All American — второстепенные персонажи (голоса, звуки)
- 2017 — Путеводная звезда / The Star — второстепенные персонажи
- 2018 — Бамблби / Bumblebee — трансформер Зельц • солдат-десептикон
- 2019 — Люси в небесах / Lucy in the Sky — второстепенные персонажи (голоса, звуки)
- 2019 — Мидуэй / Midway — второстепенные персонажи (голоса, звуки)
- 2019 — Потерянное звено / Missing Link — житель Нового мира
- 2020 — Губка Боб в бегах / The SpongeBob Movie: Sponge on the Run — второстепенные персонажи
- 2021 — Один дома / Home Sweet Home Alone — второстепенные персонажи (голоса, звуки)
- 2021 — Любовь. Смерть. Роботы / Love, Death & Robots — второстепенные персонажи (в эпизоде Pop Squad)
- 2021 — Ночь анимационных мертвецов / Night of the Animated Dead — второстепенные персонажи
- 2022 — Пёс-самурай и город кошек / Paws of Fury: The Legend of Hank — второстепенные персонажи

### Озвучивание и дубляж компьютерных игр
- 1999 — Galerians — пять второстепенных ролей
- 2000 — Star Trek: Voyager Elite Force — Митч Ксталос (член экипажа) • мэлон
- 2002 — Xenosaga Episode I: Der Wille zur Macht — Кевин Уинникот[18]
- 2002 — Kessen II[англ.] — Сяхоу Ба[18]
- 2002 — .hack//Osen kakudai vol. 1 — второстепенные персонажи
- 2002 — .hack//Akusei heni vol. 2 — второстепенные персонажи
- 2002 — .hack//Shinshoku osen vol. 3 — второстепенные персонажи
- 2003 — .hack//Zettai houi vol. 4 — второстепенные персонажи
- 2004 — Shadow Hearts II[англ.] — Хьен[19]
- 2008 — Condemned 2 — воры • бродяги • разбойники
- 2011 — Rio — второстепенные персонажи

### Прочие работы
- 1988 — Клоуны-убийцы из космоса / Killer Klowns from Outer Space — звуковой координатор
- 1992 — Близнецы-драконы / Seong lung wui — voice talent
- 1994 — Пьяный мастер 2 / Jui kuen II — voice talent
- 1995 — Гость / Houseguest — assistant: Mr. Miller
- 1995 — Пудра / Powder — adr voice
- 1997 — Собственность дьявола / The Devil's Own — loop group
- 1997 — Роми и Мишель на встрече выпускников / Romy and Michele's High School Reunion — adr loop group
- 1997 — Человек-ракета / RocketMan — adr voice
- 2000 — Роковые письма / Red Letters — looping group supervisor
- 2003 — Тормоз / The Cooler — adr loop group
- 2003 — Синдбад: Легенда семи морей / Sinbad: Legend of the Seven Seas — adr group
- 2004 — Чудо / Miracle — adr loop group
- 2004 — Дикость 2 / Wild Things 2 — voice artist
- 2004 — Три мушкетёра: Микки, Дональд и Гуфи / Mickey, Donald, Goofy: The Three Musketeers — adr loop group
- 2004 — Подводная братва / Shark Tale — adr loop group
- 2004 — Микки: И снова под Рождество / Mickey's Twice Upon a Christmas — adr loop group
- 2004 — Знакомство с Факерами / Meet the Fockers — adr voice
- 2005 — Мечтатель / Dreamer — adr group
- 2006 — Бобби / Bobby — adr loop group
- 2006 — Свидание моей мечты / Employee of the Month — adr cast
- 2007 — Пристрели их / Shoot 'Em Up — adr loop group
- 2007 — Поезд на Юму / 3:10 to Yuma — adr loop group
- 2008 — Русалочка: Начало истории Ариэль / The Little Mermaid: Ariel's Beginning — adr loop group
- 2008 — Рождественский коттедж / Christmas Cottage — adr cast
- 2008 — День, когда Земля остановилась / The Day the Earth Stood Still — voice talent
- 2009 — Крисса не сдаётся[англ.] / An American Girl: Chrissa Stands Strong — adr cast
- 2009 — Личное / Personal Effects — adr group
- 2009 — Бумажный человек / Paper Man — adr loop group
- 2009 — Похороните меня заживо / Get Low — loop group
- 2009 — Законопослушный гражданин / Law Abiding Citizen — adr group: voice
- 2010 — Просто Райт / Just Wright — voice cast
- 2010 — Мармадюк / Marmaduke — voice cast
- 2010 — Фред[англ.] / Fred: The Movie — loop group
- 2010 — Три дня на побег / The Next Three Days — adr cast • adr loop group
- 2011 — Ранго / Rango — adr group
- 2011 — Красная Шапка против зла / Hoodwinked Too! Hood vs. Evil — adr loop group
- 2011 — Исходный код / Source Code — adr loop group
- 2011 — Запрещённый приём / Sucker Punch — voiceover performer
- 2011 — Бунт ушастых / Hop — adr voice actor
- 2011 — Восстание планеты обезьян / Rise of the Planet of the Apes — adr voice
- 2011 — Воин / Warrior — adr walla group
- 2012 — Прометей / Prometheus — adr voice cast
- 2012 — Странная жизнь Тимоти Грина / The Odd Life of Timothy Green — adr voice
- 2013 — Игра Эндера / Ender's Game — adr loop group
- 2013 — Голодные игры: И вспыхнет пламя / The Hunger Games: Catching Fire — adr voice artist
- 2014 — Робокоп / RoboCop — adr voice
- 2014 — Люди Икс: Дни минувшего будущего / X-Men: Days of Future Past — adr voice actor
- 2014 — Голодные игры: Сойка-пересмешница. Часть 1 / The Hunger Games: Mockingjay – Part 1 — adr cast
- 2014 — Ночь в музее: Секрет гробницы / Night at the Museum: Secret of the Tomb — adr voice actor
- 2015 — Правда[англ.] / Truth — loop group voice
- 2015 — Голодные игры: Сойка-пересмешница. Часть 2 / The Hunger Games: Mockingjay – Part 2 — adr cast
- 2016 — Любой ценой / Hell or High Water — loop group
- 2016 — Иллюзия обмана 2 / Now You See Me 2 — adr cast: voice
- 2016 — Бен-Гур / Ben-Hur — voice over actor
- 2017 — Босс-молокосос / The Boss Baby — adr group
- 2017 — Призрак в доспехах / Ghost in the Shell — loop group: voice
- 2017 — Царство животных / Animal Kingdom — adr loop group (эпизод Betrayal[англ.])
- 2017 — Оно / It — loop group
- 2018 — Дэдпул 2 / Deadpool 2 — adr loop group
- 2018 — Мег: Монстр глубины / The Meg — voiceover performer
- 2019 — Терминатор: Тёмные судьбы / Terminator: Dark Fate — loop group
- 2019 — Лего. Фильм 2 / The Lego Movie 2: The Second Part — loop group
- 2020 — Соник в кино / Sonic the Hedgehog — looper
- 2020 — Антебеллум / Antebellum — adr cast
- 2020 — Ведьмы / The Witches — loop group
- 2020 — Всю мою жизнь[англ.] / All My Life — adr performer
- 2021 — Том и Джерри / Tom & Jerry — loop group
- 2021 — Война будущего / The Tomorrow War — looper
- 2022 — DC Лига Суперпитомцы / DC League of Super-Pets — loop group[18]